# Lenarviricota
Lenarviricota es un filo de virus de ARN monocatenario positivo establecido por el Comité Internacional de Taxonomía de Virus  (ICTV) para la clasificación viral.
Los virus de este filo infectan principalmente procariotas (bacterias y arqueas), pero también incluye virus endosimbiontes mitocondriales de hongos y protistas desnudos que se clasifican en las familias Botourmiaviridae, Mitoviridae y la clase Amabiliviricetes. Estos últimos no son considerados verdaderos virus y más bien son un tipo de elementos genéticos móviles o replicones compuestos por una cadena de ARN y una RdRP que descienden de bacteriófagos de ARN de la clase Leviviricetes que se integraron en las mitocondrias al momento que se dio la endosimbiosis seriada que dio origen a los eucariotas. Estos virus o replicones parecen haber estado en el eucariota ancestral (LECA) y haberse perdido en la mayoría de los eucariotas. También se los describieron como plásmidos de ARN ya que se comportan de manera similar a un plásmido. Los ourmiavirus, un género de virus de plantas de la familia Botourmiaviridae se originaron de un evento en el que uno de estos virus desnudos o replicones se integró en la cápside de un virus de la familia Tombusviridae o tomó sus proteínas de la cápside. Además todos los descendientes eucariotas se replican en las mitocondrias en contraposición con otros virus y esta replicación se debe a que el virus de ARN procariota ancestral perduró infectando a las mitocondrias que eran sus antiguos huéspedes bacterianos. Lo que indica que la rama es puramente procariota.
Se ha sugerido que los virus de este filo infectaron al último antepasado común universal y a los protobiontes y que estarían relacionados con el ancestro de los retroelementos (intrones y retrotransposones). Los virus de Lenarviricota, probablemente son descendientes de replicones primordiales del mundo de ARN.

## Taxonomía
La taxonomía establecida por el ICTV es la siguiente:
- Filo Lenarviricota
  - Familia Botourmiaviridae
  - Familia Mitoviridae
  - Clase Amabiliviricetes
    - Familia Narnaviridae
    - Familia Splipalmiviridae

  - Clase Leviviricetes
    - Orden Norzivirales
      - Familia Atkinsviridae
      - Familia Duinviridae
      - Familia Fiersviridae
      - Familia Solspiviridae

    - Orden Timlovirales
      - Familia Blumeviridae
      - Familia Steitzviridae

    - Género Grandbuvirus
    - Género Mahrahvirus
    - Género Nicedsevirus
    - Género Nordovirus
    - Género Skrubnovirus

## Filogenia
Los análisis moleculares han dado las siguientes relaciones filogenéticas entre familias:
|  | Solspiviridae                                                |
|  |                                                              |
|  | \| \| Fiersviridae \| \| \| \| \| \| Duinviridae \| \| \| \| |
|  |                                                              |
|  | Fiersviridae                                                 |
|  |                                                              |
|  | Duinviridae                                                  |
|  |                                                              |

|  | Fiersviridae |
|  |              |
|  | Duinviridae  |
|  |              |

|  | Solspiviridae                                                |
|  |                                                              |
|  | \| \| Fiersviridae \| \| \| \| \| \| Duinviridae \| \| \| \| |
|  |                                                              |
|  | Fiersviridae                                                 |
|  |                                                              |
|  | Duinviridae                                                  |
|  |                                                              |

|  | Fiersviridae |
|  |              |
|  | Duinviridae  |
|  |              |

|  | Blumeviridae  |
|  |               |
|  | Steitzviridae |
|  |               |

|                  | Botourmiaviridae                                                  |
|                  |                                                                   |
| Amabiliviricetes | \| \| Narnaviridae \| \| \| \| \| \| Splipalmiviridae \| \| \| \| |
|                  | \| \| Narnaviridae \| \| \| \| \| \| Splipalmiviridae \| \| \| \| |
|                  | Narnaviridae                                                      |
|                  |                                                                   |
|                  | Splipalmiviridae                                                  |
|                  |                                                                   |

|  | Narnaviridae     |
|  |                  |
|  | Splipalmiviridae |
|  |                  |

|                  | Botourmiaviridae                                                  |
|                  |                                                                   |
| Amabiliviricetes | \| \| Narnaviridae \| \| \| \| \| \| Splipalmiviridae \| \| \| \| |
|                  | \| \| Narnaviridae \| \| \| \| \| \| Splipalmiviridae \| \| \| \| |
|                  | Narnaviridae                                                      |
|                  |                                                                   |
|                  | Splipalmiviridae                                                  |
|                  |                                                                   |

|  | Narnaviridae     |
|  |                  |
|  | Splipalmiviridae |
|  |                  |

|  | Blumeviridae  |
|  |               |
|  | Steitzviridae |
|  |               |

|                  | Botourmiaviridae                                                  |
|                  |                                                                   |
| Amabiliviricetes | \| \| Narnaviridae \| \| \| \| \| \| Splipalmiviridae \| \| \| \| |
|                  | \| \| Narnaviridae \| \| \| \| \| \| Splipalmiviridae \| \| \| \| |
|                  | Narnaviridae                                                      |
|                  |                                                                   |
|                  | Splipalmiviridae                                                  |
|                  |                                                                   |

|  | Narnaviridae     |
|  |                  |
|  | Splipalmiviridae |
|  |                  |

|                  | Botourmiaviridae                                                  |
|                  |                                                                   |
| Amabiliviricetes | \| \| Narnaviridae \| \| \| \| \| \| Splipalmiviridae \| \| \| \| |
|                  | \| \| Narnaviridae \| \| \| \| \| \| Splipalmiviridae \| \| \| \| |
|                  | Narnaviridae                                                      |
|                  |                                                                   |
|                  | Splipalmiviridae                                                  |
|                  |                                                                   |

|  | Narnaviridae     |
|  |                  |
|  | Splipalmiviridae |
|  |                  |

|  | Solspiviridae                                                |
|  |                                                              |
|  | \| \| Fiersviridae \| \| \| \| \| \| Duinviridae \| \| \| \| |
|  |                                                              |
|  | Fiersviridae                                                 |
|  |                                                              |
|  | Duinviridae                                                  |
|  |                                                              |

|  | Fiersviridae |
|  |              |
|  | Duinviridae  |
|  |              |

|  | Solspiviridae                                                |
|  |                                                              |
|  | \| \| Fiersviridae \| \| \| \| \| \| Duinviridae \| \| \| \| |
|  |                                                              |
|  | Fiersviridae                                                 |
|  |                                                              |
|  | Duinviridae                                                  |
|  |                                                              |

|  | Fiersviridae |
|  |              |
|  | Duinviridae  |
|  |              |

|  | Blumeviridae  |
|  |               |
|  | Steitzviridae |
|  |               |

|                  | Botourmiaviridae                                                  |
|                  |                                                                   |
| Amabiliviricetes | \| \| Narnaviridae \| \| \| \| \| \| Splipalmiviridae \| \| \| \| |
|                  | \| \| Narnaviridae \| \| \| \| \| \| Splipalmiviridae \| \| \| \| |
|                  | Narnaviridae                                                      |
|                  |                                                                   |
|                  | Splipalmiviridae                                                  |
|                  |                                                                   |

|  | Narnaviridae     |
|  |                  |
|  | Splipalmiviridae |
|  |                  |

|                  | Botourmiaviridae                                                  |
|                  |                                                                   |
| Amabiliviricetes | \| \| Narnaviridae \| \| \| \| \| \| Splipalmiviridae \| \| \| \| |
|                  | \| \| Narnaviridae \| \| \| \| \| \| Splipalmiviridae \| \| \| \| |
|                  | Narnaviridae                                                      |
|                  |                                                                   |
|                  | Splipalmiviridae                                                  |
|                  |                                                                   |

|  | Narnaviridae     |
|  |                  |
|  | Splipalmiviridae |
|  |                  |

|  | Blumeviridae  |
|  |               |
|  | Steitzviridae |
|  |               |

|                  | Botourmiaviridae                                                  |
|                  |                                                                   |
| Amabiliviricetes | \| \| Narnaviridae \| \| \| \| \| \| Splipalmiviridae \| \| \| \| |
|                  | \| \| Narnaviridae \| \| \| \| \| \| Splipalmiviridae \| \| \| \| |
|                  | Narnaviridae                                                      |
|                  |                                                                   |
|                  | Splipalmiviridae                                                  |
|                  |                                                                   |

|  | Narnaviridae     |
|  |                  |
|  | Splipalmiviridae |
|  |                  |

|                  | Botourmiaviridae                                                  |
|                  |                                                                   |
| Amabiliviricetes | \| \| Narnaviridae \| \| \| \| \| \| Splipalmiviridae \| \| \| \| |
|                  | \| \| Narnaviridae \| \| \| \| \| \| Splipalmiviridae \| \| \| \| |
|                  | Narnaviridae                                                      |
|                  |                                                                   |
|                  | Splipalmiviridae                                                  |
|                  |                                                                   |

|  | Narnaviridae     |
|  |                  |
|  | Splipalmiviridae |
|  |                  |